# Сетка (деревня)
Сетка — деревня в Венёвском районе Тульской области России.
В рамках административно-территориального устройства является центром Сетского сельского округа Венёвского района, в рамках организации местного самоуправления входит в Мордвесское сельское поселение.

## География
Расположена в 64 км к северо-востоку от Тулы и в 36 км к северу от райцентра, города Венёв.

## Население
| 2002 | 2010 |
| ---- | ---- |
| 379  | ↘319 |

Население — 319 чел. (2010).